# Town Mouse and Country Mouse
Town Mouse and Country Mouse è un cortometraggio muto del 1912 diretto da Hay Plumb.
Si conoscono pochi dati del film che, prodotto dalla Hepworth, fu distrutto nel 1924 dallo stesso produttore, Cecil M. Hepworth. Fallito, in gravissime difficoltà finanziarie, il produttore pensò in questo modo di poter almeno recuperare il nitrato d'argento della pellicola.

## Trama
Una madre aiuta la figlia a conquistare il fabbro, contrastando le pretese di un coltivatore.

## Produzione
Il film fu prodotto dalla Hepworth.

## Distribuzione
Distribuito dalla Hepworth, il film - un cortometraggio in una bobina - uscì nelle sale cinematografiche britanniche nel novembre 1912.